# Gheorghe Buicliu

Gheorghe Buicliu

Gheorghe Buicliu (1883 - 1966) a fost un matematician român. A fost profesor de matematică la diverse școli militare, colonel, apoi general de artilerie.

## Biografie
S-a născut la Oancea, Galați. A parcurs școala primară de la Murgeni - Tutova, iar cea secundară la Iași, respectiv liceul ”C.Negruzzi”, pe care le-a absolvit în 1904. În perioada de liceean îl cunoaște pe Traian Lalescu. A urmat Școala de Artilerie, de Geniu și Marină din București, apoi Școala Specială de Artilerie pe care a absolvit-o în 1912.
În 1925 este numit comandant al Școlii Speciale de Artilerie din Timișoara. În perioada 1928 - 1932 este comandantul unui regiment de artilerie. În 1932 este transferat în cadrul Ministerului Apărării Naționale. În 1935 este înaintat general, iar în 1938 demisionează din armată cu gradul de general de brigadă.
A fost membru al Academiei de Științe, iar în 1938 este numit profesor de geometrie analitică la Școala Politehnică din București.
În 1945 a trecut în cadrul industriei de armament. Între 1954 - 1958 a lucrat în cadrul detașamentului geodezic al armatei.

## Contribuții științifice
A activat în domenii ca: teoria numerelor, algebră, geometrie clasică, trigonometrie, balistică, geometrie analitică, analiză matematică și a fost un bun popularizator al științei.

## Scrieri
- Curs de algebră superioară
- Curs de geometrie analitică
- Curs de analiză și calcul integral
- Curs de mecanică aplicată
- Probleme de construcții geometrice (1957).

Gheorghe Buicliu a publicat peste 600 probleme originale de matematică. A mai scris și despre viața și activitatea lui Ion Ionescu.